# 克羅埃西亞沿海地區

圖中深紅色地區是克羅埃西亞沿海地區，淺紅色地區有時被認為是克羅埃西亞沿海地區

克羅埃西亞沿海地區是克羅埃西亞的一個地理區域，南鄰達爾馬提亞地區，東部和北部與克羅埃西亞山區接壤。克羅埃西亞沿海地區面積2830平方公里，人口有228,725人。克羅埃西亞沿海地區的大多數人口都居住在這一地區的中心城市里耶卡。在歷史上這一地區的統治者曾多次易主。
44°55′52″N 14°55′08″E / 44.931°N 14.919°E